# Гавіал індійський
Гавіал індійський (Gavialis gangeticus) — великий плазун ряду крокодилів (Crocodilia), єдиний сучасний представник власного роду, один з двох представників родини гавіалових (Gavialidae).

## Зовнішній вигляд
Гавіал — найбільш спеціалізований із крокодилів. Його характерною особливістю є дуже вузька і довга морда, схожа тільки на морду псевдогавіала (Tomistoma schlegelii). Її довжина перевищує ширину в 3-5,5 рази. Контури морди змінюються з віком — у дорослих особин вона подовжується і стає тоншою. На кінці морди у дорослого самця росте своєрідний придаток з м'яких тканин, що нагадує індійський глиняний горщик, який називається «ghara», звідси індійська назва виду — «gharial». Він є резонатором, завдяки якому гавіал на видиху видає гучне гудіння «бззз».
Довгі щелепи з'явилися у гавіала в результаті пристосування до живлення рибою. Зуби у нього довгі, тонкі і гострі; розташовані дещо криво — вершинами вперед і убік. Гавіал — один з трьох видів крокодилів, разом з гребенястим (Crocodylus porosus) і нільським (C. niloticus), що часто досягає розмірів понад 6 м: три найбільші особини мали розміри 6,3, 6,5 і 7 м. Більшість особин, проте, менші за 5 м, зазвичай 3,6-4,5 м, самки дещо менші за самців. Забарвлення спини у гавіала темне, буро-зелене, черево жовто-зелене.

## Розповсюдження
Ареал гавіала історично охоплює північну частину півострова Індостан: він зустрічається на території Бангладеш, Бутану, Непалу, М'янми (де, можливо, зник), Пакистану, Індії. Мешкає в басейнах річок Брахмапутра (Бутан, Індія), Інд (Пакистан), Ганг (Індія і Непал), Маханаді (Індія), відомі невеликі популяції на річках Каладан і Іраваді у М'янмі.

## Спосіб життя
Велику частину часу гавіал проводить у воді, воліючи триматися спокійних ділянок на глибоких швидкоплинних річках. На відміну від інших крокодилів, він погано пристосований до пересування по суші — його ножні м'язи не здатні підняти тіло. Гавіал може тільки повзати, ковзаючи по поверхні черевом, але при необхідності здатний розвивати помірну швидкість. У воді він, навпаки, найшвидший і моторніший з крокодилів завдяки добре розвиненому хвосту і широким перетинкам на задніх лапах. Він покидає воду тільки заради сонячних ванн і в сезон розмноження.
Молоді гавіали живляться безхребетними (комахами, ракоподібними) і жабами. Дорослі полюють переважно на рибу, в чому їм допомагають тонкі щелепи, що зустрічають невеликий опір води і додають велику маневреність. Гострі зуби добре утримують слизьку рибу, яку гавіали зазвичай хапають швидким рухом голови з одного боку в інший. Лише найкрупніші особини годуються також птахами, крабами, зміями і дрібними ссавцями, що підходять до води на водопій.

### Людоїдство
У шлунках гавіалів іноді знаходять останки людини і коштовні камені. Зазвичай пояснюють це тим, що гавіали заковтують останки тіл, які за старовинних звичаєм кремують на водах Гангу. Таким же способом до них потрапляють і коштовності, які гавіали, разом з дрібним камінням, заковтують для баласту і як гастроліти — каменів для перетирання їжі в шлунку. Для живих людей ці крокодили безпечні, незважаючи на крупні розміри.

## Розмноження
Самки досягають статевої зрілості при довжині 3 м, у віці близько 10 років. Самець має гарем з кількох самок і охороняє його від інших самців. Шлюбний період продовжується з листопада по січень. Яйця відкладаються з березня по травень під час сезону посухи, коли оголюються піщані береги. Самка риє яму приблизно в 3-5 м від води, відкладає яйця (як правило, вночі) і закриває їх рослинним матеріалом. Кожне яйце важить до 160 грамів — більше, ніж у інших крокодилів; яєць всього 35-60. Самка щоночі повертається до гнізда. Через 60-80 днів інкубації вилуплюються дитинчата. На відміну від інших видів крокодилів, мати не переносить їх у воду, оскільки її щелепи для цього не пристосовані. Проте вона продовжує піклуватися про потомство протягом кількох тижнів.

## Стан популяції
Гавіал вважається за один з найрідкісніших крокодилів, занесений до Червоного списку МСОП у категорії «під критичною загрозою» (critical). У 1970-х роках вид був близький до повного зникнення внаслідок скорочення місць, придатних для проживання, скорочення рибних запасів і браконьєрського винищування. Гавіали також часто гинуть, заплутуючись в рибальських тенетах. Їх яйця досі збирають для медичних цілей, на самців полюють ради наростів на носі, які вважаються афродизіаками.
В Індії були розроблені програми зі збору яєць і розведення гавіалів у неволі на крокодилових фермах; у 1981 році перша партія таких тварин була випущена на волю. Якщо в 1975 році налічувалося всього близько 70 особин у цій країні, зараз їх популяція в Індії оцінюється в 1500 голів. На жаль, лише 1 з 40 молодих гавіалів в природі досягає зрілості.